# Péron (Serre)
Der Péron (manchmal auch ohne Akzent geschrieben) ist ein kleiner Fluss in Frankreich, der im Département Aisne in der Region Hauts-de-France verläuft. Er entspringt unter dem Namen Péronnelle im Gemeindegebiet von Monceau-le-Neuf-et-Faucouzy, entwässert generell Richtung Südwest und mündet nach insgesamt rund 15 Kilometern an der Gemeindegrenze von Mesbrecourt-Richecourt und Nouvion-et-Catillon als rechter Nebenfluss in die Serre. Der Péron begleitet in seinem gesamten Verlauf die aufgelassenen Bahnstrecke Laon–Le Cateau.

## Orte am Fluss
(Reihenfolge in Fließrichtung)
- Faucouzy, Gemeinde Monceau-le-Neuf-et-Faucouzy
- Monceau-le-Neuf-et-Faucouzy
- Chevresis-Monceau
- La Ferté-Chevresis
- Chevresis Les Dames, Gemeinde La Ferté-Chevresis
- Le Château de Richecourt, Gemeinde Mesbrecourt-Richecourt